# 林元春
林元春（英語：Celina Lam Yuen Chun，1月15日—），香港女配音員。

## 簡歷
林元春的胞姊為配音員林丹鳳，她在1979年入讀第8期無綫電視藝員訓練班，同年加入無綫電視粵語配音組，曾於1982年約滿後離職，1988年重返無綫電視粵語配音組。
曾於1989年與林丹鳳一同參與電視劇《廉政先鋒 (第三輯)》第五集「紙虎」客串幕前演出酒吧女郎。2021年首度幕前參與綜藝節目《聲級學堂》擔任客席配音導師。
任職無綫電視時期為台灣演員陳妍希、日本演員新垣結衣、松下奈緒、長澤正美、內田有紀、水野美紀、田畑智子、乙葉、野野澄花、韓國演員全慧彬、中國大陸演員何琢言、蘇青、丹麥演員康妮·尼爾森、美國廚師克里絲蒂娜·托西的常任配音員。
2025年8月再次離職。

## 媒體訪問
| 播放日期 | 相關媒體 | 主题                            | 相關片段     |
| -------- | -------- | ------------------------------- | ------------ |
| 2005年   | TVB週刊  | 《大長今》四大當扎內人 靚聲鬥法 | [ 來源請求 ] |

## 外部連結
- 香港動漫文化大典上的相关条目：林元春
- 1989【廉政先鋒】第五集: 紙虎 （页面存档备份，存于） (11:59-12:45)
- 《聲級學堂》星爺嘅影子點擺脫？ （页面存档备份，存于）
- 《聲級學堂》經典動畫角色親授配音秘技 （页面存档备份，存于）